# Svetac zaštitnik
Svetac zaštitnik je svaki svetac za kojega se vjeruje da ima posebnu naklonost prema određenoj grupi ili zajednici. Ljudi koji pripadaju toj grupi češće upućuju molitve tom svecu, nego nekom drugom jer vjeruju da će ih on prije uslišiti i da se on brine o njima.
Neke države, pokrajine, gradovi i narodi koji u njima žive, imaju svoje svece zaštitnike. Tako je zaštitnik Rusije sveti Nikola, Engleske sveti Juraj, Irske sveti Patrik, Kanade sveti Lovro, itd.
Hrvatski Sabor je 1687. proglasio sv. Josipa zaštitnikom hrvatskog naroda.

## Unutarnje poveznice
- Svetac